# Wapen van Enspijk

Wapen van Zoelen

Het wapen van Enspijk toont het dorpswapen van het Gelderse Enspijk in Nederland. De omschrijving luidt:
"Van zilver beladen met een kruis van keel."

## Geschiedenis
Het betreft hier om het familiewapen van het geslacht Pieck, heren van Enspijk sinds 1551. Nageslacht bleef eeuwen verbonden aan de heerlijkheid, totdat in 1764 de heerlijkheid werd verkocht. Het Huis te Enspijk werd niet lang daarna afgebroken in het jaar 1828. De heerlijkheid kwam in handen van het geslacht Bylandt van Mariënweerd. Onduidelijk is het verband met Enspijk versus het familiewapen van dit geslacht, zij voeren ook een kruis op het wapen, in dit geval een gouden schild met een zwart kruis. Tevens is er geen relatie bekend met het wapen van Zoelen dat eveneens uit een rood kruis op een zilveren veld bestaat. In 2010 werd na een ontwerpwedstrijd een dorpsvlag ingevoerd voor Enspijk. Op de vlag staat het wapen van Enspijk geplaatst op golvende banen die de Linge symboliseren.

## Afbeeldingen

Van Bylandt
Vlag van Enspijk

Aalst · 
Ammerzoden · 
Angerlo · 
Appeltern · 
Batenburg · 
Beesd · 
Beltrum · 
Bemmel · 
Bergharen · 
Bergh · 
Beusichem · 
Borculo · 
Brakel · 
Buurmalsen · 
Deil · 
Didam · 
Dinxperlo · 
Dodewaard ·
Doornspijk ·
Dreumel ·
Driel ·
Echteld ·
Eibergen ·
Elst ·
Est en Opijnen ·
Everdingen ·
Ewijk ·
Gameren ·
Geesteren · 
Geldermalsen · 
Gendringen · 
Gendt ·
Groenlo ·
Groesbeek ·  
Haaften ·
Hedel ·
's-Heerenberg ·
Heerewaarden ·
Hemmen ·
Hengelo ·
Herwen en Aerdt ·
Herwijnen ·
Heteren ·
Heukelum ·
Hoevelaken ·
Horssen ·
Huissen ·
Hummelo en Keppel ·
Hurwenen  ·
Kerkwijk ·
Keppel ·
Kesteren ·
Laren · 
Lichtenvoorde ·
Lienden ·
Lingewaal · 
Maurik ·
Millingen aan de Rijn ·
Nederhemert ·
Neede ·
Neerijnen ·
Netterden ·
Niftrik ·
Nijbroek ·
Ophemert ·
Overasselt ·
Pannerden ·
Poederoijen · 
Renkum ·
Rijnwaarden ·
Rossum ·
Ruurlo ·
Steenderen ·
Terborg ·
Twello ·
Ubbergen ·
Valburg ·
Varik ·
Vorden ·
Vuren ·
Waardenburg ·
Wadenoijen ·
Wamel ·
Wehl ·   
Warnsveld ·
Wisch ·
Zeddam ·
Zelhem ·
Zoelen ·
Zuilichem 

Dorps-, heerlijkheids- en stadswapens: 

Acquoy 
· Baak 
· Barlham 
· Bredevoort 
· Doreweerd 
· Elden
· Enspijk 
· Gellicum 
· Groessen 
· Hakfort 
· Hellouw 
· IJzendoorn 
· Kell  
· Lede en Oudewaard 
· Lichtenberg 
· Loil 
· Maasbommel 
· Meijnerswijk 
· Meteren 
· Middagten 
· Rhenoy 
. Rumpt
· Tricht 
· Verwolde 
· Wildenborch